# Wendigo
A Wendigo (a szó írásmódja bizonytalan, úgy is ismert, hogy Windigo, Weendigo, Windago, Windiga, Witiko, ween dagoh stb.) egy rosszindulatú, kannibál szellem az algonkin indiánok mitológiájából, ami képes megszállni az embereket.
A szónak körülbelül 45 variációja létezik. Még néhány közülük: Atchen, Chenoo, Kewok, Wheetigo, Windikouk, Wi'ntsigo, Wi'tigo és Wittikka.
A legelső Wendigo-legendák valószínűleg a prehistorikus korban születtek és szájhagyomány útján terjedtek. Az első írásos említést Paul Le Jeune jezsuita misszionárius tette a legendabeli teremtményről, míg Quebec-ben szolgált a korai 17. században. 1636-ban Paul atya jelentést küldött feljebbvalóihoz Rómába egy bennszülött nővel kapcsolatban, aki spirituális transzban figyelmeztette társait, hogy valami megtámadja majd a szomszéd falut. A lelkipásztor leírása szerint a valóban bekövetkező támadás egy vérfarkas nyomaira emlékeztetett ("a sort of werewolf").

## Az algonkin mitológia
A Wendigo csak egy része a változatos észak-amerikai és kanadai algonkin indián hitnek. Náluk a Wendigo gonosz természetfeletti jelenség, akinek nagy szellemi ereje van. Elsősorban a hideghez, északhoz, és a télhez kapcsolták őket, valamint az éhezéshez és az éhhalálhoz. Basil Johnston, egy odzsibua tanár, kutató és előadó, 11 olyan könyv szerzője, ami mind az indiánok legendáit és mítoszait dolgozza fel, így mutatja be a Wendigót.
A Weendigo betegesen sovány volt, szikkadt bőre szorosan tapadt a csontjaira. Az arcszíne a halál hamuszürkéje és a szemei mélyen lapultak üregeikben. A Weendigo úgy festett, mint egy csontváz, ami épp most kelt ki a sírból. Az ajkai cafatosak és véresek. (…) A Weendigo a hús rothadásából kelő megtestesült tisztátalanság és nyomorúság.
Ugyanakkor a Wendigók a falánkság és kapzsiság megtestesülései is voltak. A szellemüket az ölés sem elégítette ki, rögtön új áldozat után kutattak. Néhány hagyományban az emberek, akiket legyőzött a kapzsiság, Wendigóvá válhattak. A Wendigó-mítosz így a bátorítás, az együttműködés és mérséklet eszközéül szolgált.
Az odzsibua és más indián törzsek (Eastern Cree, Westmain Swampy Cree és Innu/Naskapi/Montagnais) szerint a Wendigók mind hatalmas, sokszor az embereknél nagyobb teremtmények, és ahányszor egy Wendigo megeszik egy embert, még nagyobbra nő a bekebelezett táplálék arányában, így sosem lakik jól. A Wendigókat ezért szüntelen éhség gyötörte, ha nem ehettek, csonttá soványodtak.
Kanadai források szerint, melyek már egy igen komplex képet jelenítenek meg, a lény erősebb, mint egy medve, magasabb hat méternél is, úgy fest, mint egy járkáló holttest, a szaga, akár a rothadó hús. Gyorsabban fut bármely emberi lénynél, hosszú, lebegő haja mögötte száll, néha tüzet lehelhet, míg a szíve jégből van. Bár tud beszélni, de leginkább csak sziszeg vagy üvölt. A jeges szelekkel repül, és jár a vízen, anélkül, hogy elsüllyedne. Ugyanitt említik meg, hogy Wendigóvá az is tehet embert, ha megátkozza egy sámán.
Johnston a "The Manitous" című könyvében kifejti, hogy a Wendigo egyszerre mítosz és filozófia. Majd' minden Wendigo önmagunk által teremtett, állítja. A lény egy ember volt, akinek az önzősége felemésztette az önkontrollját, és sosem érheti el a kielégülés állapotát. Ezért éhesek a Wendigók mindig, bármennyit is esznek. Johnston elmondja, hogy az elmúlt 200 évben egy újfajta Wendigo jelent meg Észak-Amerikában. Multinacionális gyárak falják fel profitra örökké éhesen a tájat, mint az indián legendák gigászi szörnyei.

## Emberi Wendigók
Minden kultúrában, ahol a Wendigo megtalálható, osztoznak abban a hitben, hogy emberi lény átváltozhat Wendigóvá, ha valaha is részt vett kannibalizmusban, vagy ha – gyakran álmában – megszállta egy Wendigo szelleme. Miután átváltozott, erőszakos lesz és késztetést érez, hogy emberi húst egyen. A szokás szerint a leggyakoribb oka valaki Wendigóvá változásának, hogy átesik egy szociális krízisen, mely során hiányosan táplálkozik (éhezik), majd kannibalizmust követ el.
Az északibb algonkin társadalmakban a kannibalizmus, még ha szükségből követik is el, tabu volt.

## Wendigo-szertartás
Az assziniboin, a Cree és az odzsibua indiánok ironikus szertartásos táncot adtak elő valaha, a soványabb időszakokban, hogy megerősítse a Wendigo tabu komolyságát.
A tánc neve wiindigookaanzhimowin odzsibua nyelven.
Ma, mint „Nap táncot” adják elő, maszkot viselve dobszóra. Az utolsó ismert Wendígo Ceremóniát az USA-ban szervezték meg a Leech Lake Indián Rezervátumban.

## Wendigo-pszichózis
Léteznek olyan mentális betegségek, amelyek egyes részeikben, ha nem is az összesben de kulturális behatás révén produkálják jellemző tüneteiket (culture bound syndrome).
A Wendigo-pszichózis, mely egy jellemző példa erre, szintén több nevet vett át a homályos írásmódú szörnytől, mint a Wendigo-pszichózis vagy a Witiko-pszichózis, de a legelsőként említett a legelterjedtebb általánosan. Az észak-amerikai indiánok csoportjainál írták le, a csipeve, odzsibua és Cree törzsbe tartozók között. A Wendigo-pszichózis rendszerint télen jelenik meg, mikor a zömében a kanadai Nagy-tavak körül élő családok elszigetelődnek a havazás miatt, és az élelmiszerkészlet nem elegendő.
A kezdeti tünetek a gyengülő étvágy, émelygés és hányás, lehangoltság. Majd ezt követően az egyén olyan jellemvonásokat észlel magán, mintha Wendigo szörnnyé változott volna, és viselkedésében is felveszi a hagyományos jegyeket (erőszakosság, agresszió). A Wendigo-pszichózisban szenvedők mindinkább ételként tekintik a környezetükben levőket. Ám ugyanabban az időben különleges félelmet is táplálnak, nehogy kannibálokká váljanak. A modern egészségügyi diagnózis ezt az állapotot, mint a paranoia egy formáját jellemzi a gyötrő irracionális érzékszervi észleletek miatt. Ebben az esetben a Wendigo szörnyek az üldözők, akik az embereket megpróbálják magukhoz hasonló lényekké tenni. A kórban szenvedők különösen erős aggodalmat tapasztalnak meg, és néha öngyilkosságot követnek el, hogy megmentsenek másokat a Wendigóvá válástól.
(Lásd Archiválva 2007. június 22-i dátummal a Wayback Machine-ben más ilyen típusú mentális betegségekkel együtt tárgyalva.)
Az egyik leghírhedtebb eset egy albertai Swift Runner nevű prémvadász szereplésével zajlott. 1878/1879 telén a férfi és családja éhezett és a legidősebb fiú meghalt. Habár körülbelül 25 mérföldnyire tőlük volt a Hudson Bay Company postahivatal amely rendelkezett segélyre fordítható ételadaggal, Swift Runner megölte és megette mind a feleségét, mind a gyermekeit. A tettét végül bevallotta, és a fort saskatchewani hatóságok ítéletet mondtak felette. Az, hogy kannibalizmushoz folyamodott, habár elérhető közelségben lett volna étel és hogy minden jelenlevőt megölt, az elemzők szerint azt mutatja, hogy nem egyszerű kannibalizmus esete forgott fenn, hanem Wendigo-pszichózis kiváltotta öldöklő vágy.
A Wendigo-esetek rohamosan csökkennek, ahogy az indiánok egyre több és szorosabb kapcsolatba kerülnek a nyugati gondolkodással és kevesebbet gyakorolják hagyományos, vidéki életmódjukat.
A "Wendigo-pszichózist" nagyon plasztikusan mutatja be a kanadai szerző, Joseph Boyden Három nap az út című regényének vonatkozó része, melyben a krí "vindigó-ölő" sámánok eltűnő gyakorlatába is bepillantást nyerhetünk.

## Hivatkozás a popkultúrában
Manapság a Wendigók a fantasy és a horror egyik alapanyagává váltak, mint a vérfarkasok és a vámpírok.
Rengeteg játékban szerepelnek, lásd Final Fantasy, Until Dawn vagy a Warcraft Univerzum. A Digimonok között is van Wendigomon, és találunk egy Wendigo nevű kitalált szereplőt a Marvel Comics képregényekben. A Wendigo feltűnik a TeenWolf című sorozatban is, emberi formát öltő, szadista, kannibál lényként.
Az irodalomban is sokszor kapnak lehetőséget, hogy kidomborítsák rémisztő vonásaikat.  Stephen King regényében, az Állattemetőben a vendigó a vadon misztikus, félelmetes erejének szimbólumaként bukkan fel. A Supernatural (Odaát) címen futó televíziós széria egyik epizódja - I/2.: Wendigo (Fenevad) - a lényhez kapcsolódó modern képzeteket villantja fel. Létezik egy magyar, Wendigo nevű, 2004-ben alakult modern metal zenekar is. (Érdekesség, hogy ők a Stonehenge és a Da Capo tagjaiból álltak össze, és a Stonehenge-nek már volt egy Wendigo című száma.)
A videójátékokban is szerepet kapott a Wendigo: egy 2015-ös horrorjáték, az Until Dawn egyik teremtménye ez a lény. Továbbá megjelenik a Fallout 76 című MMOFPS/TPS szerepjátékban is.
Az X-akták 1. évadjának 19., Alakok című része is ezzel a mitológiai lénnyel foglalkozik, bár ott vérfarkasszerű állatként ábrázolják, és tévesen Manitunak nevezik. Az indián mitológiában a Manitu pozitív erőt képvisel, és a rosszindulatú, kannibál szellem pedig a Wendigo.